# 孔格曼
孔格曼（Khongman），是印度曼尼普尔邦东因帕尔县的一个城镇。总人口5465（2001年）。

## 人口
该地2001年总人口5465人，其中男性2621人，女性2844人；0—6岁人口501人，其中男237人，女264人；识字率75.85%，其中男性为83.29%，女性为68.99%。